# Biserica de lemn din Șardu

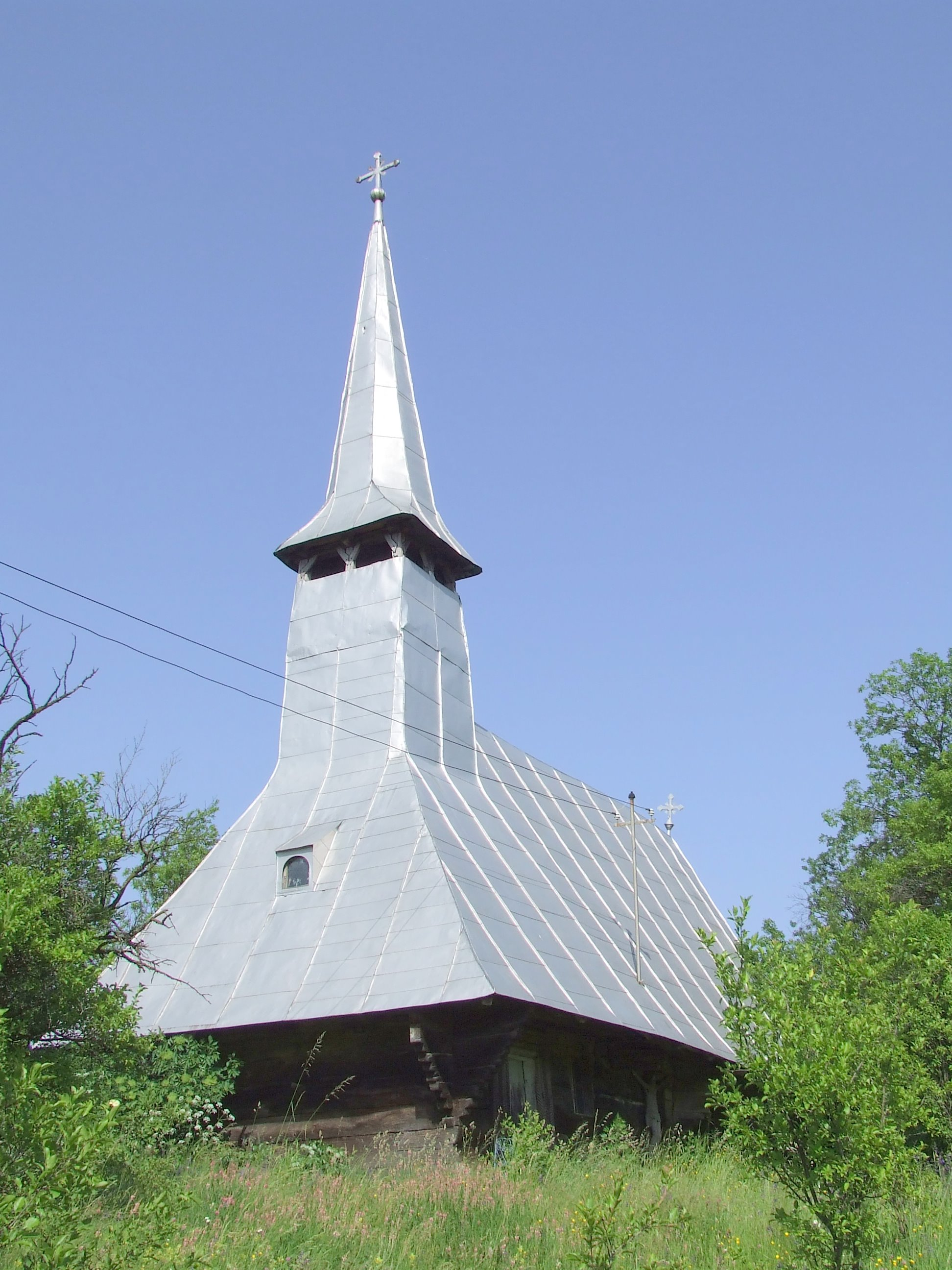
Biserica de lemn din Şardu, județul Cluj, 2008

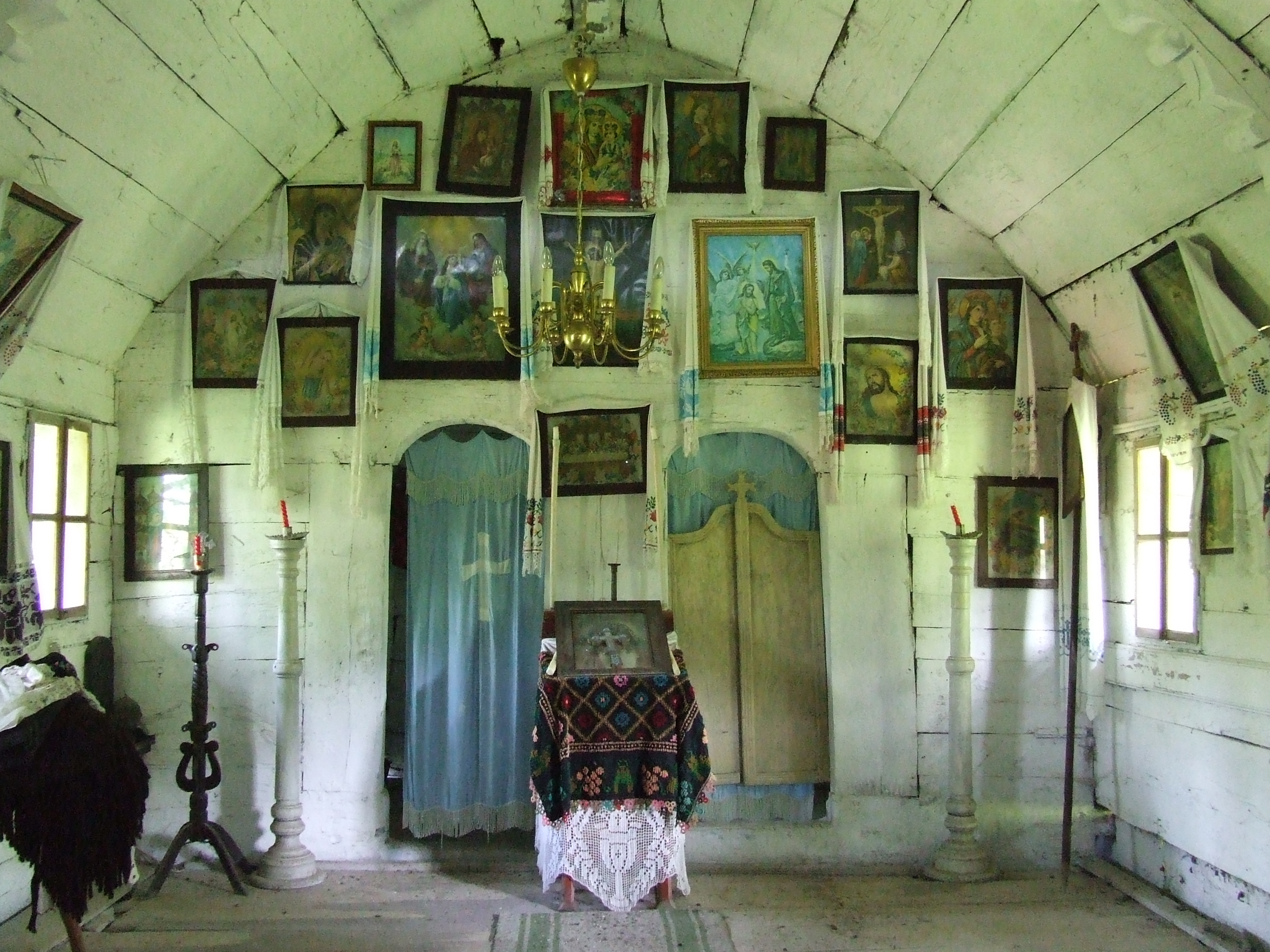
Iconostasul. Biserica de lemn din Şardu, județul Cluj, 2008

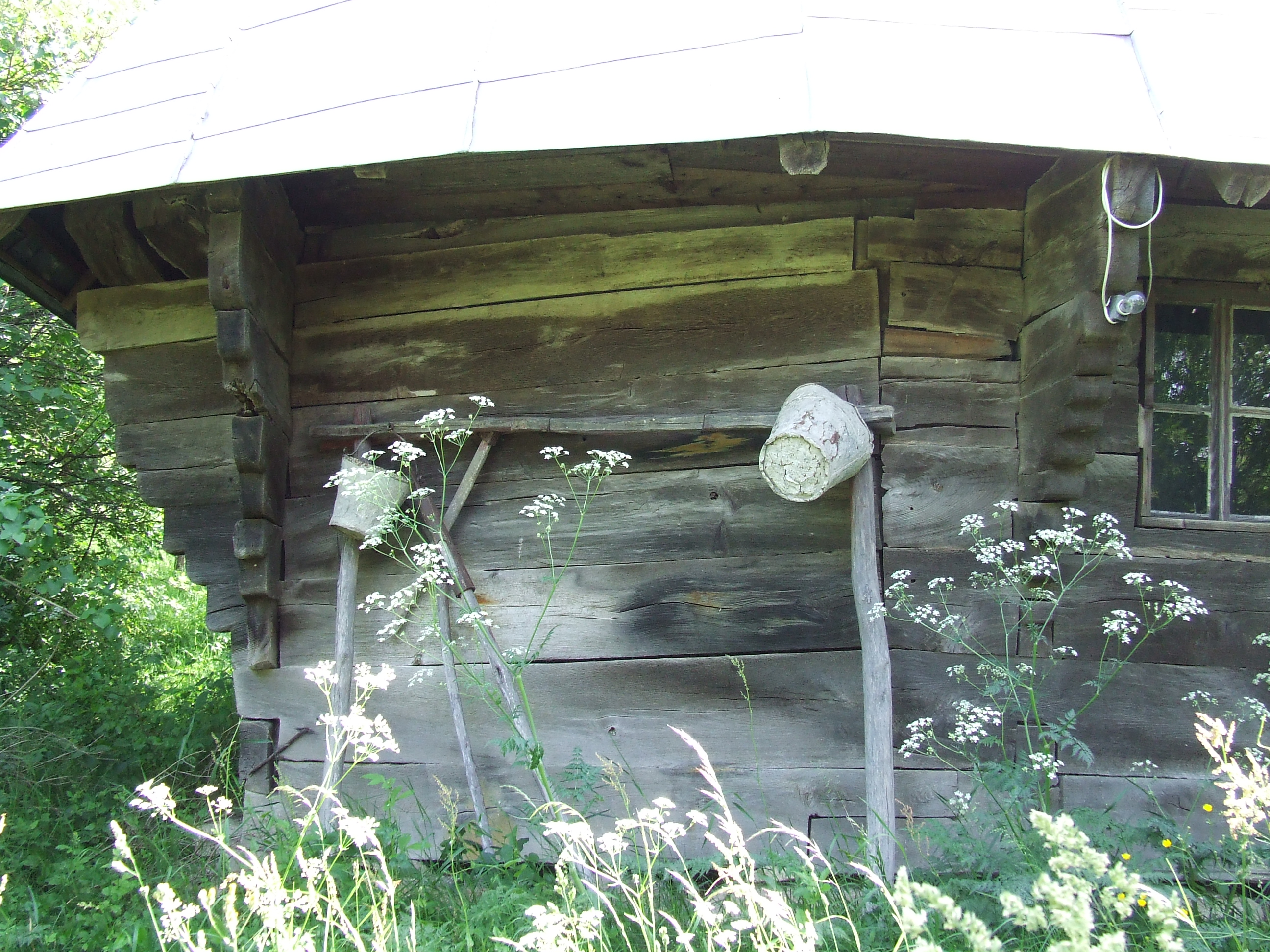
Absida altarului. Biserica de lemn din Şardu, județul Cluj, 2008

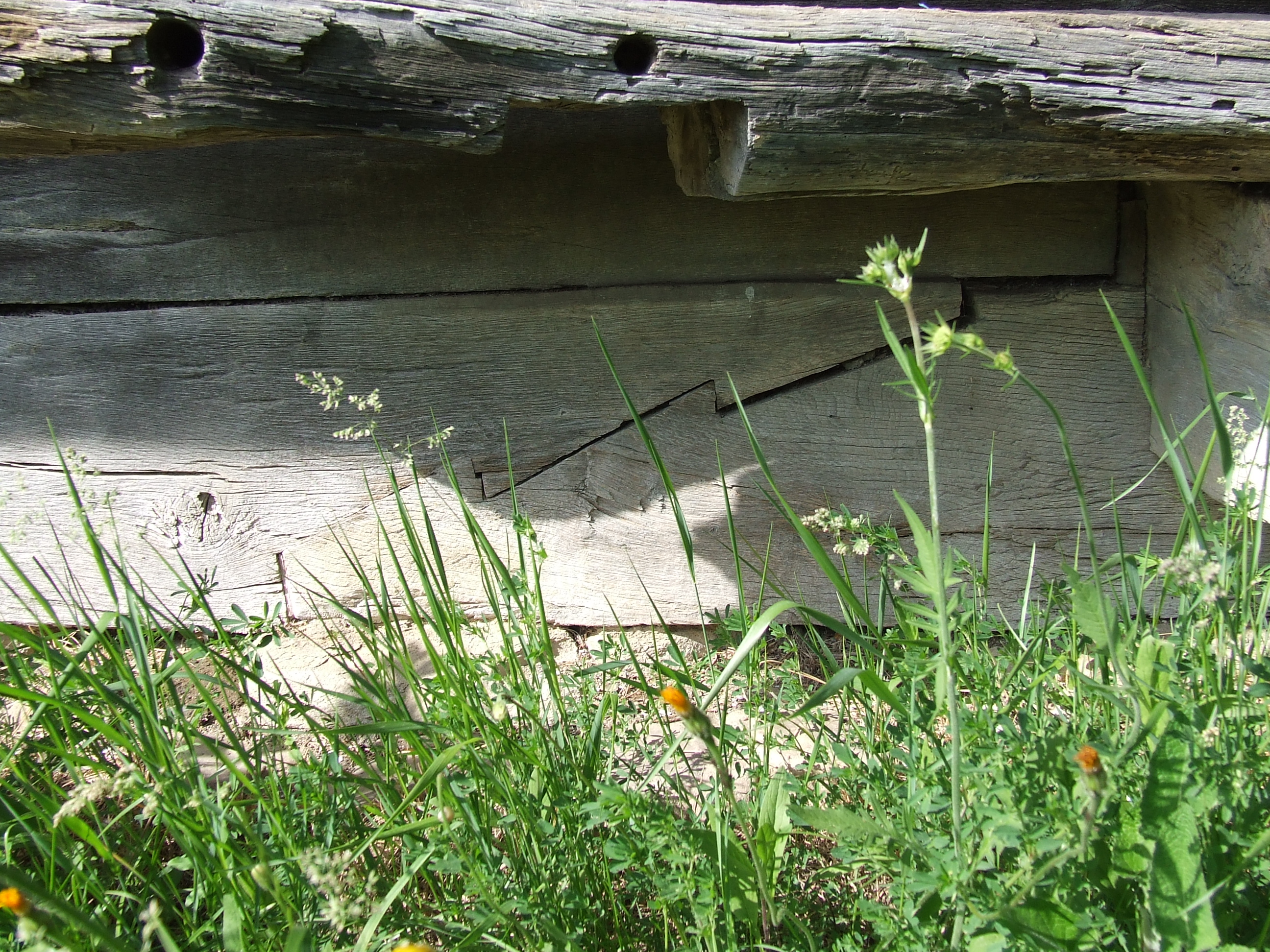
Talpa bisericii. Detaliu. Biserica de lemn din Şardu, județul Cluj, 2008

Biserica de lemn din Șardu, comuna Sânpaul, județul Cluj, datează din anul 1752 . Are hramul „Sfinții Arhangheli Mihail și Gavriil”. Biserica se află pe noua listă a monumentelor istorice sub codul LMI: cod LMI CJ-II-m-B-07776.

## Trăsături
Biserica de lemn din Șard, comuna Sânpaul, este amplasată pe un deal, în centrul satului, în apropierea bisericii noi.
Decorul sculptat. Edificiul a primit un frumos ancadrament la ușa de intrare, decorat cu patru șiruri de funii, precum și o serie de butoni în relief pe suprafața ușii.
Patrimoniul. Biserica nu deține obiecte vechi, însă în interior s-a amenajat un mic muzeu, cu obiecte adunate din sat, deoarece monumentul nu mai este în folosință.
Starea de conservare. Edificiul este acoperit cu tablă, atât la nivelul acoperișului cât și la turn. Interiorul este văruit. Deși nu prezintă probleme mari legate de starea de conservare, aspectul tradițional al clădirii este mult deteriorat în urma transformărilor aduse în timp.

## Imagini

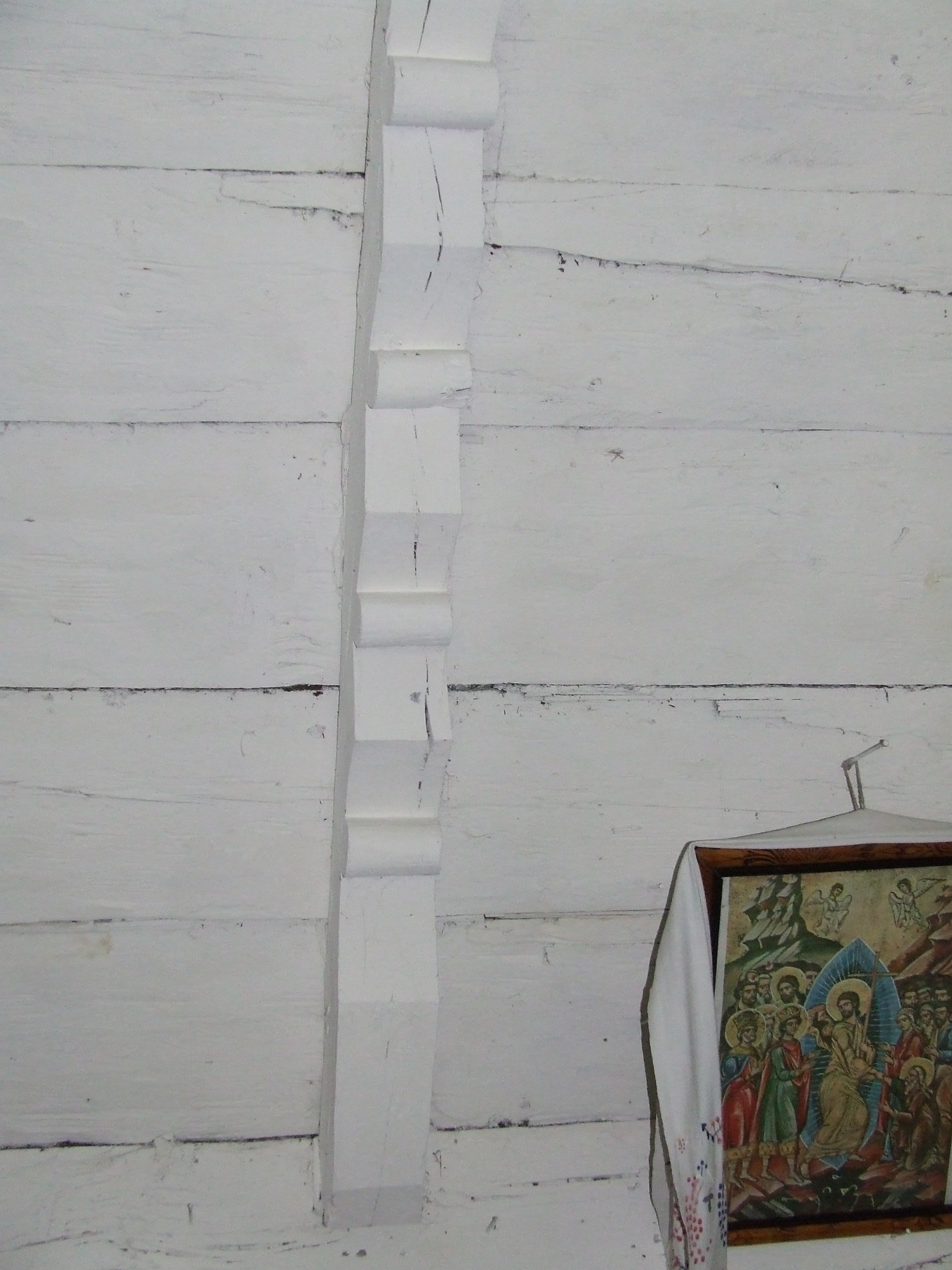
Arc-dublou
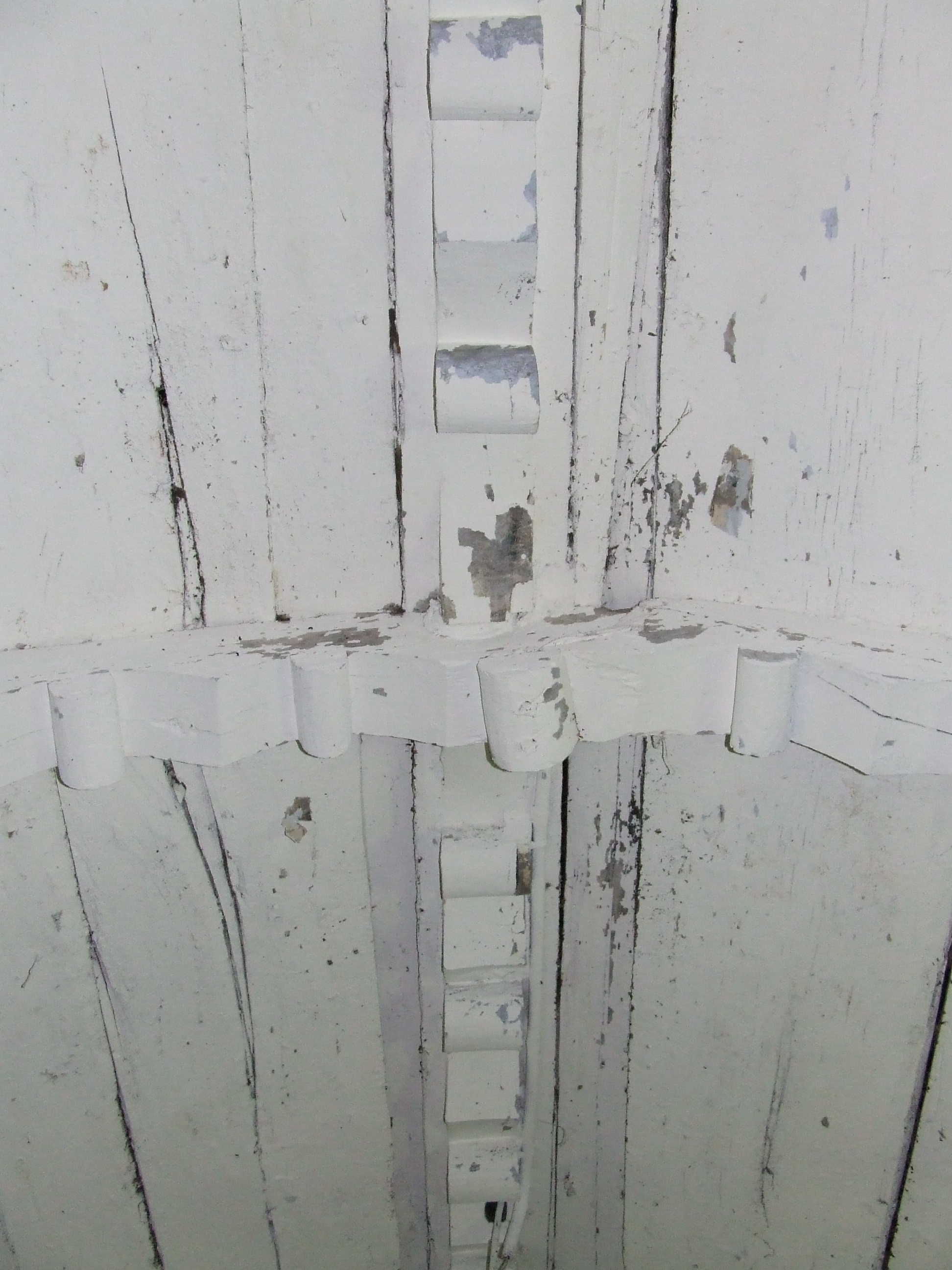
Intersecţia dintre arc-dublou şi meşter-grindă
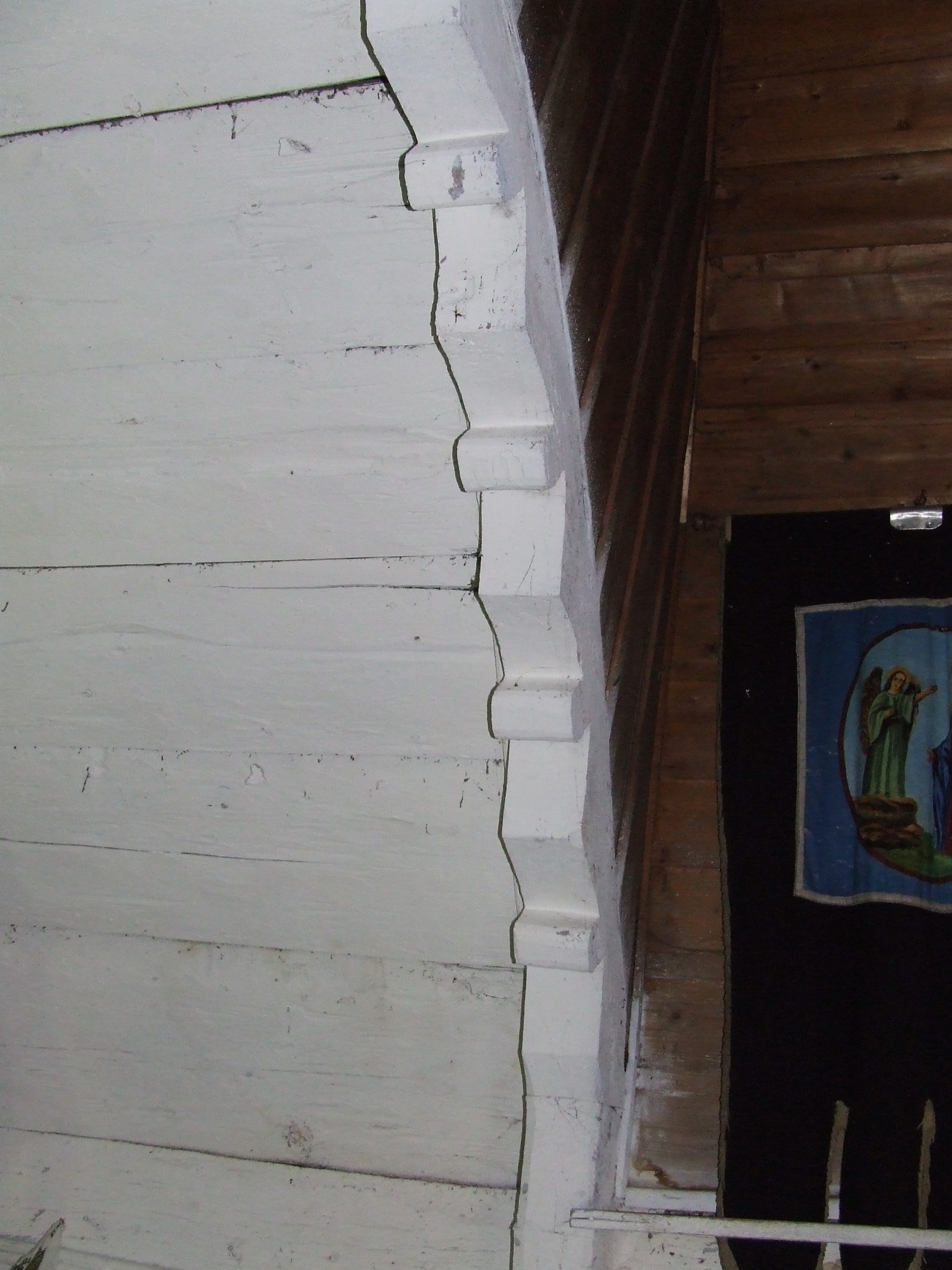
Detaliu decorativ
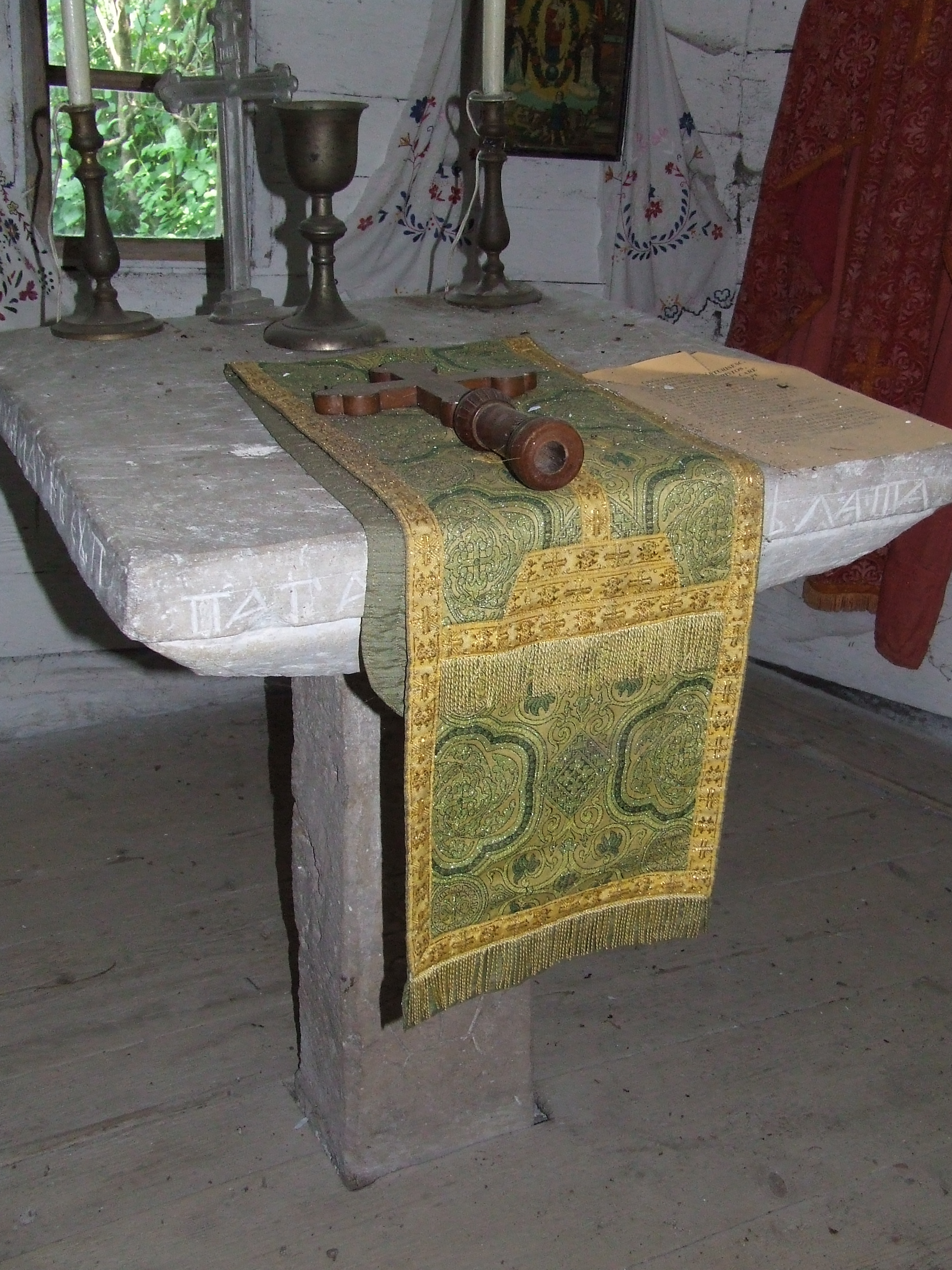
Altarul
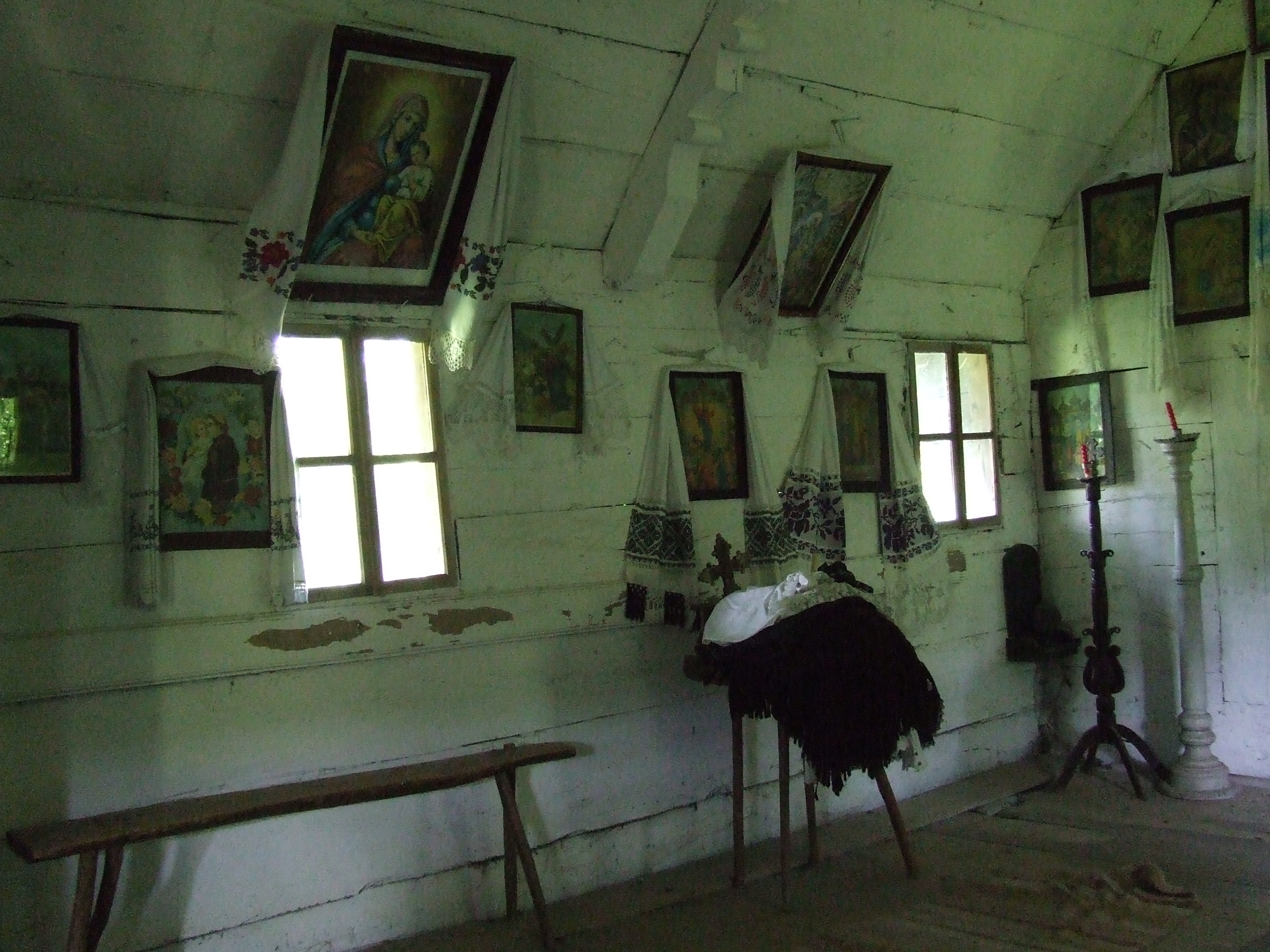
Vedere laterală a interiorului naosului
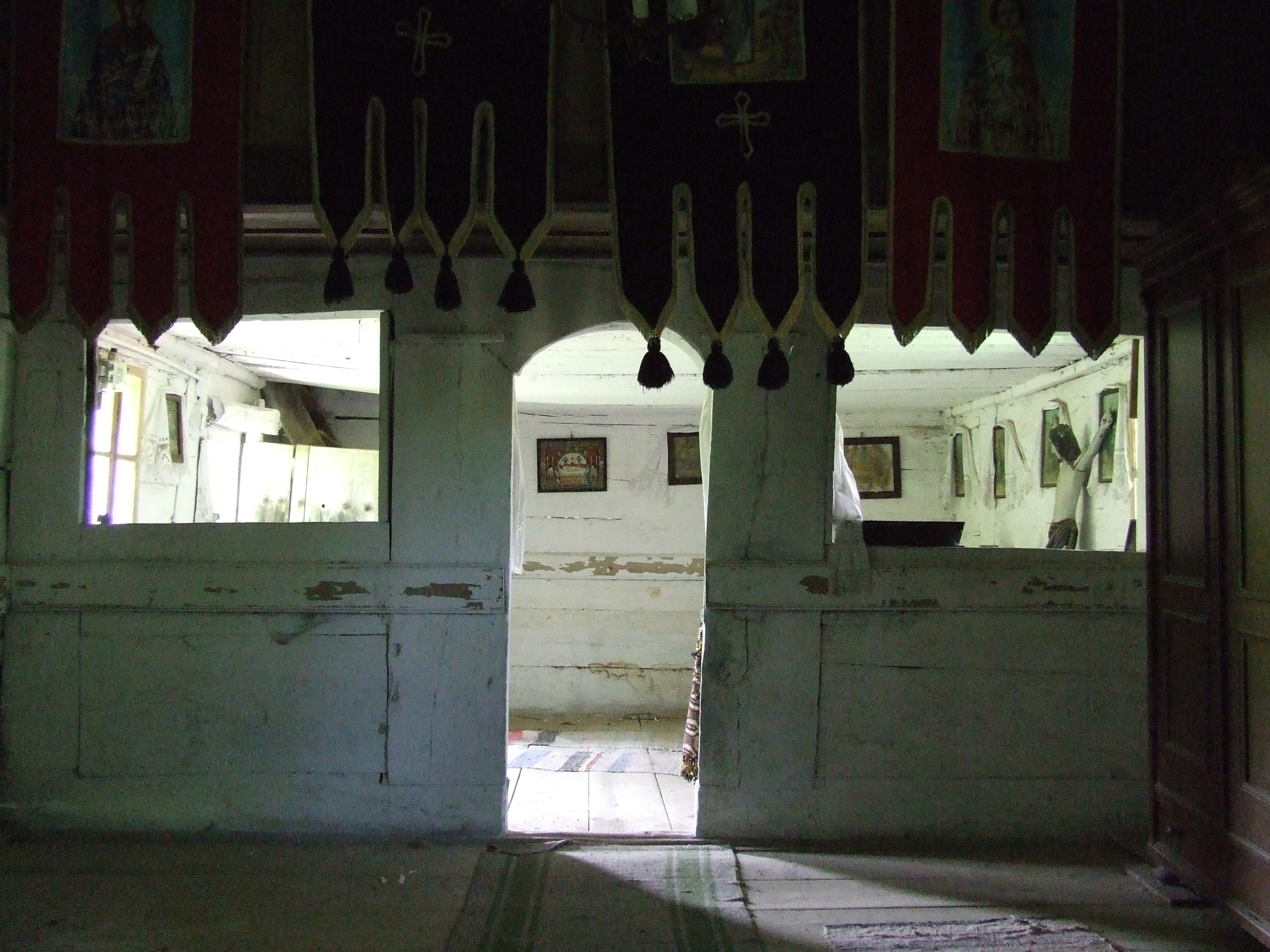
Vedere a portalului interior dinpre naos
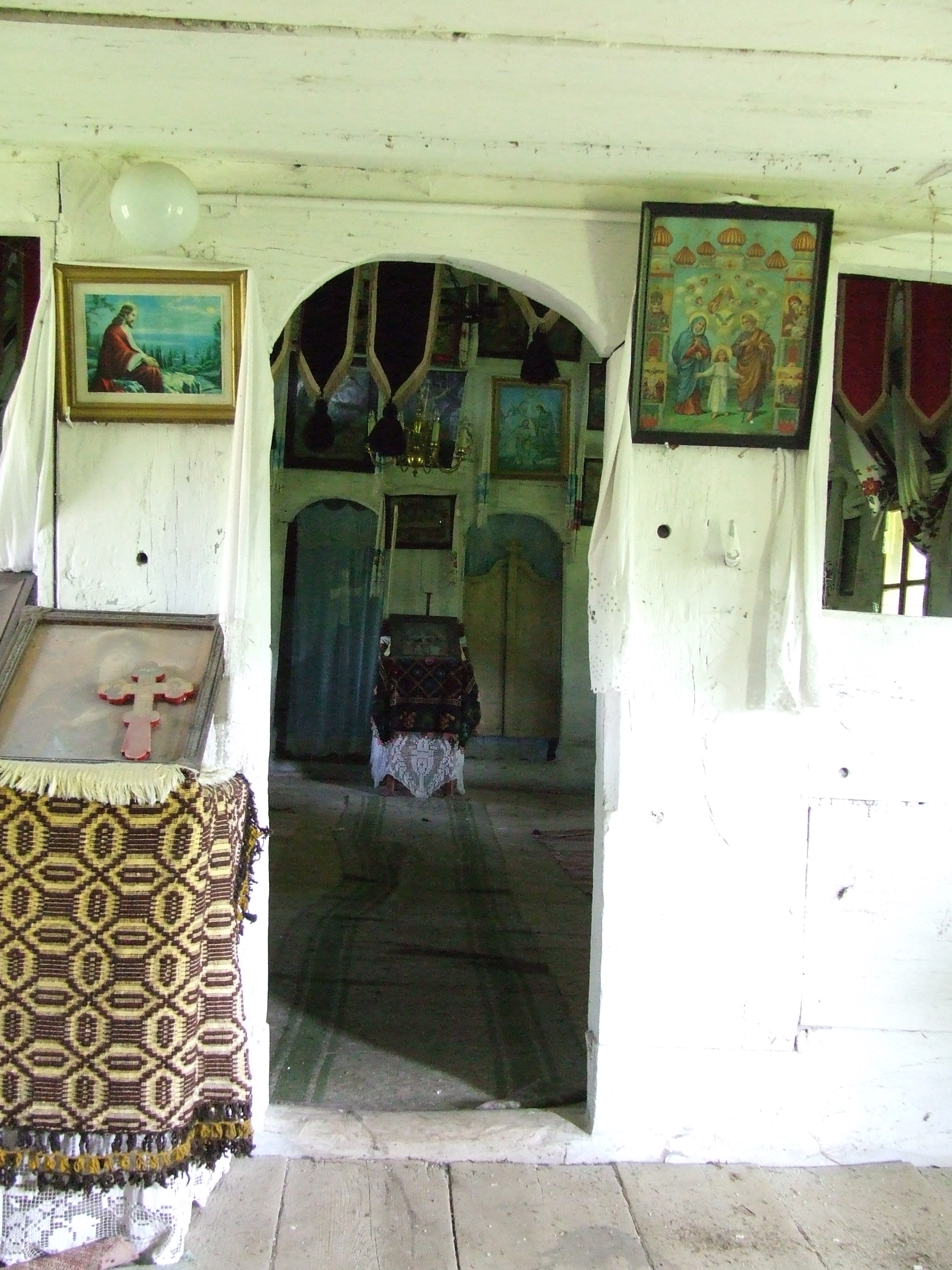
Portalul naosului
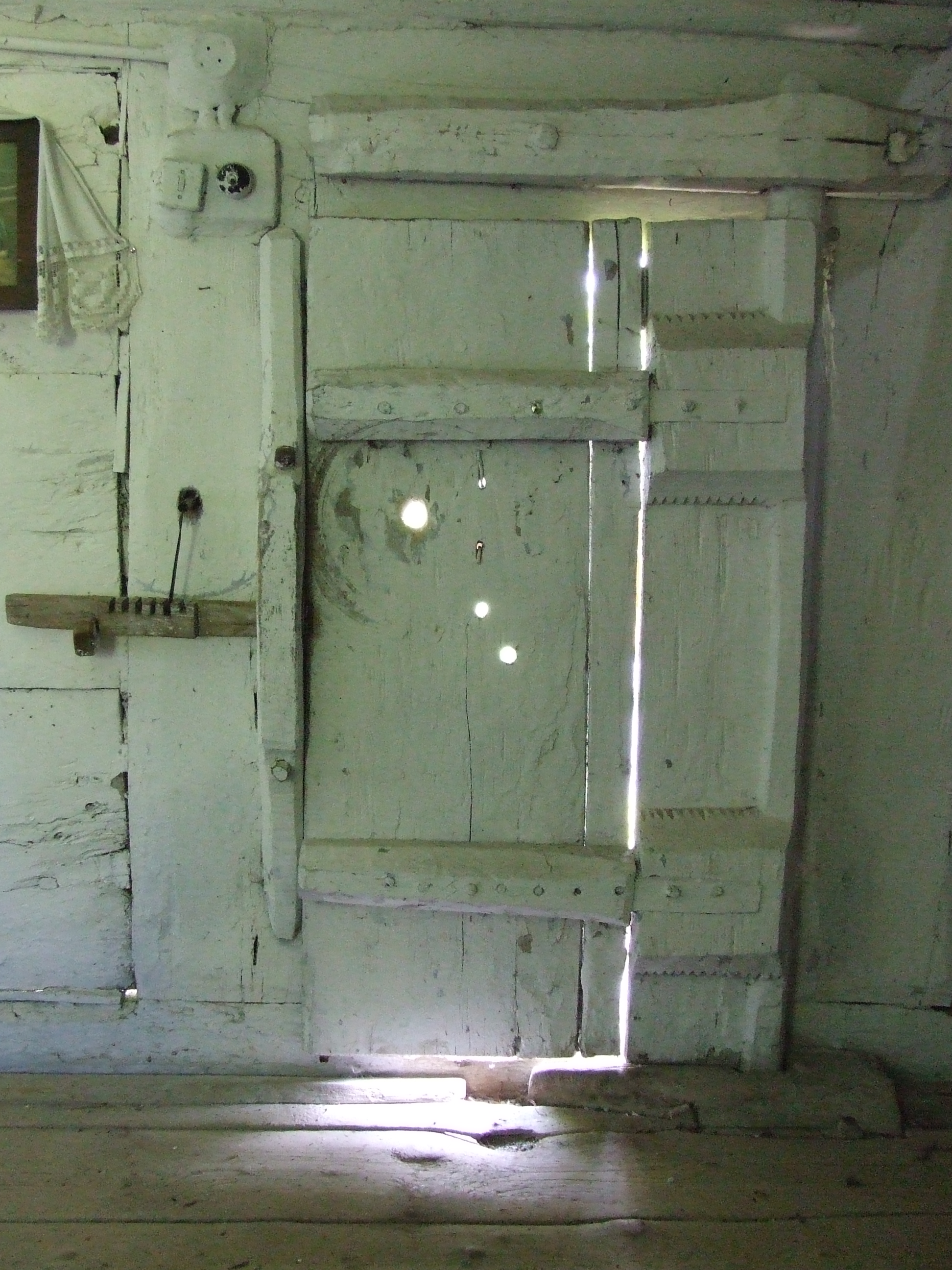
Dosul uşii de la intrare
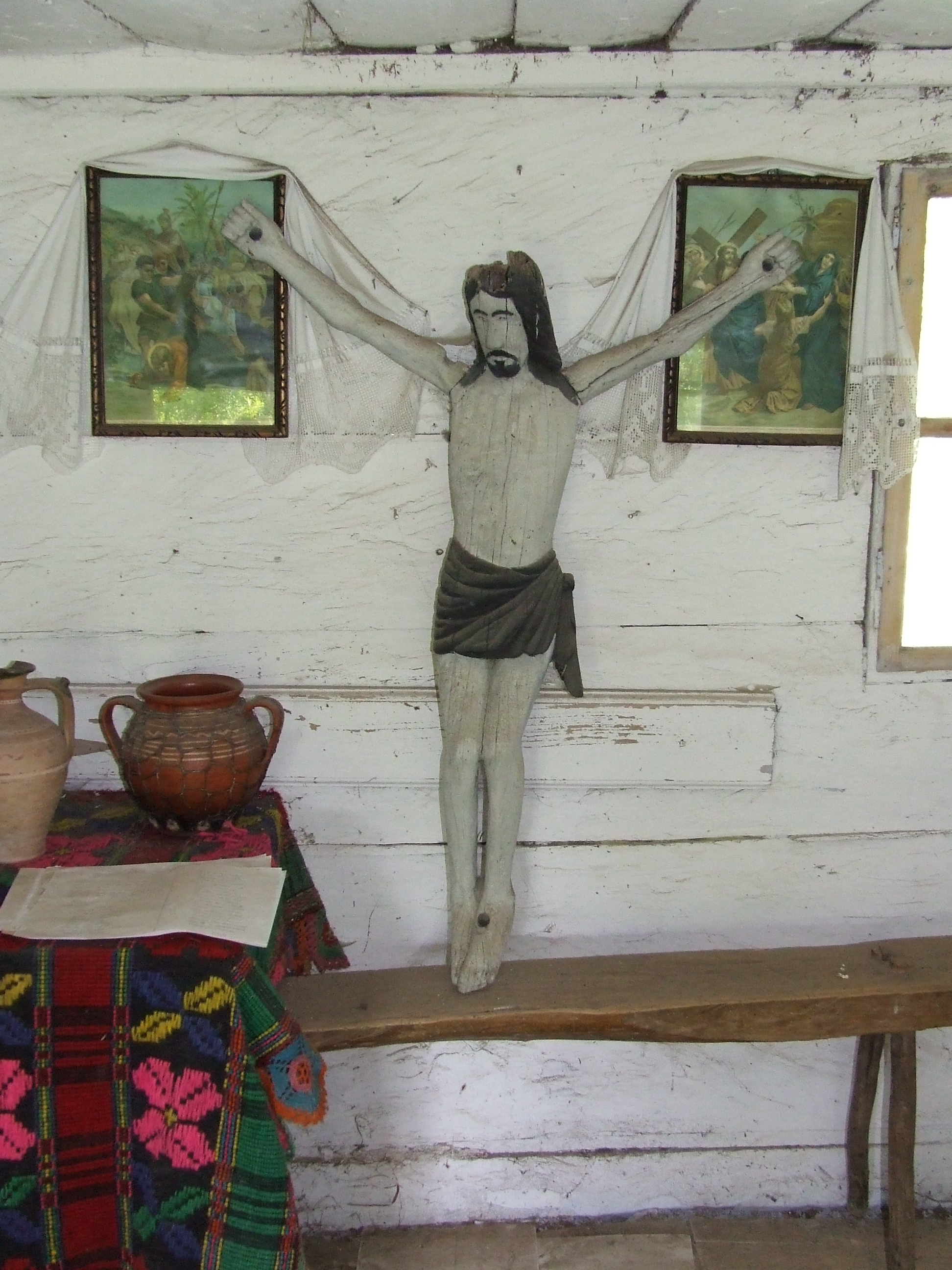
În pronaos...
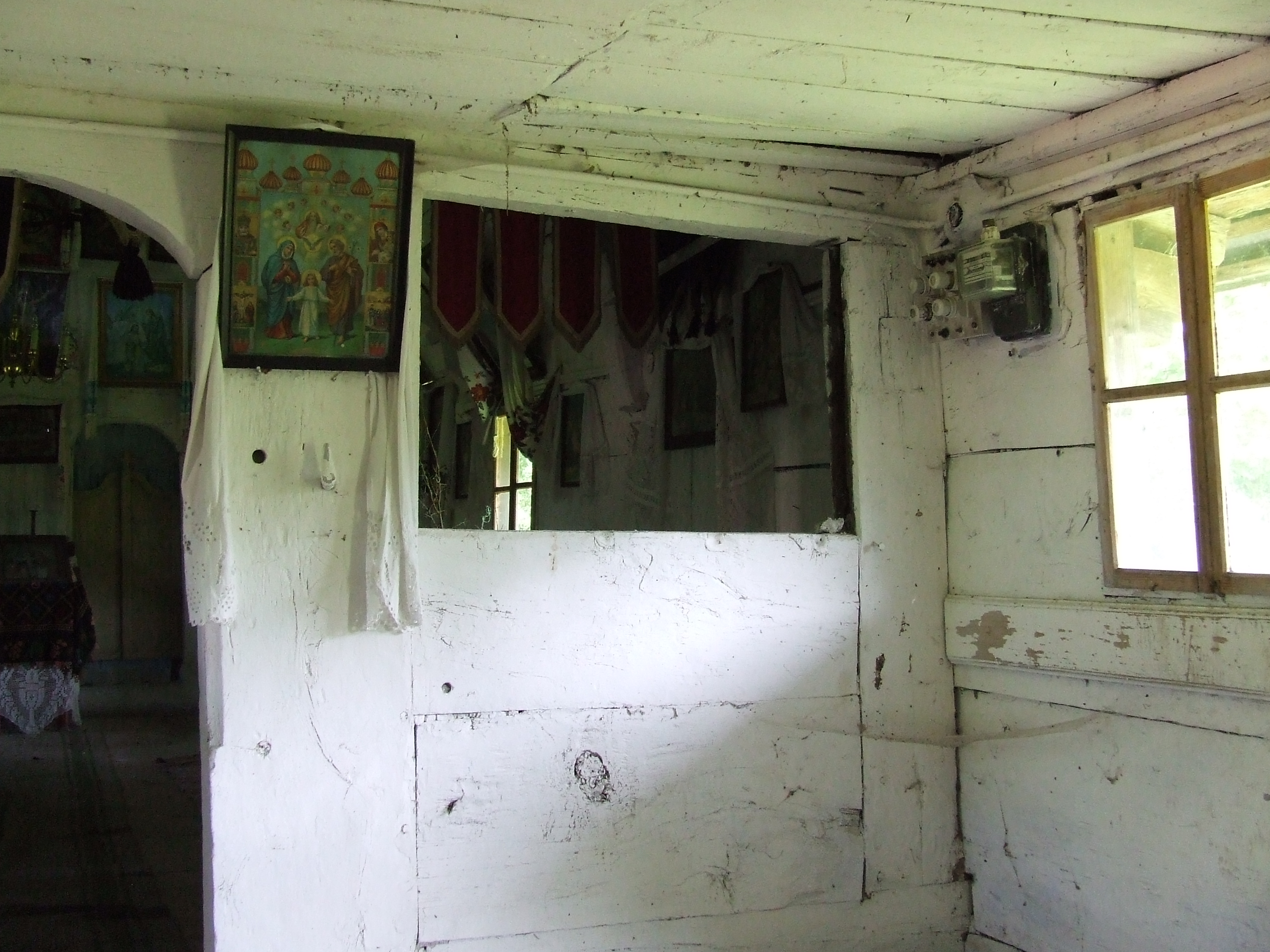
Spaţiu în zidul dintre naos şi pronaos
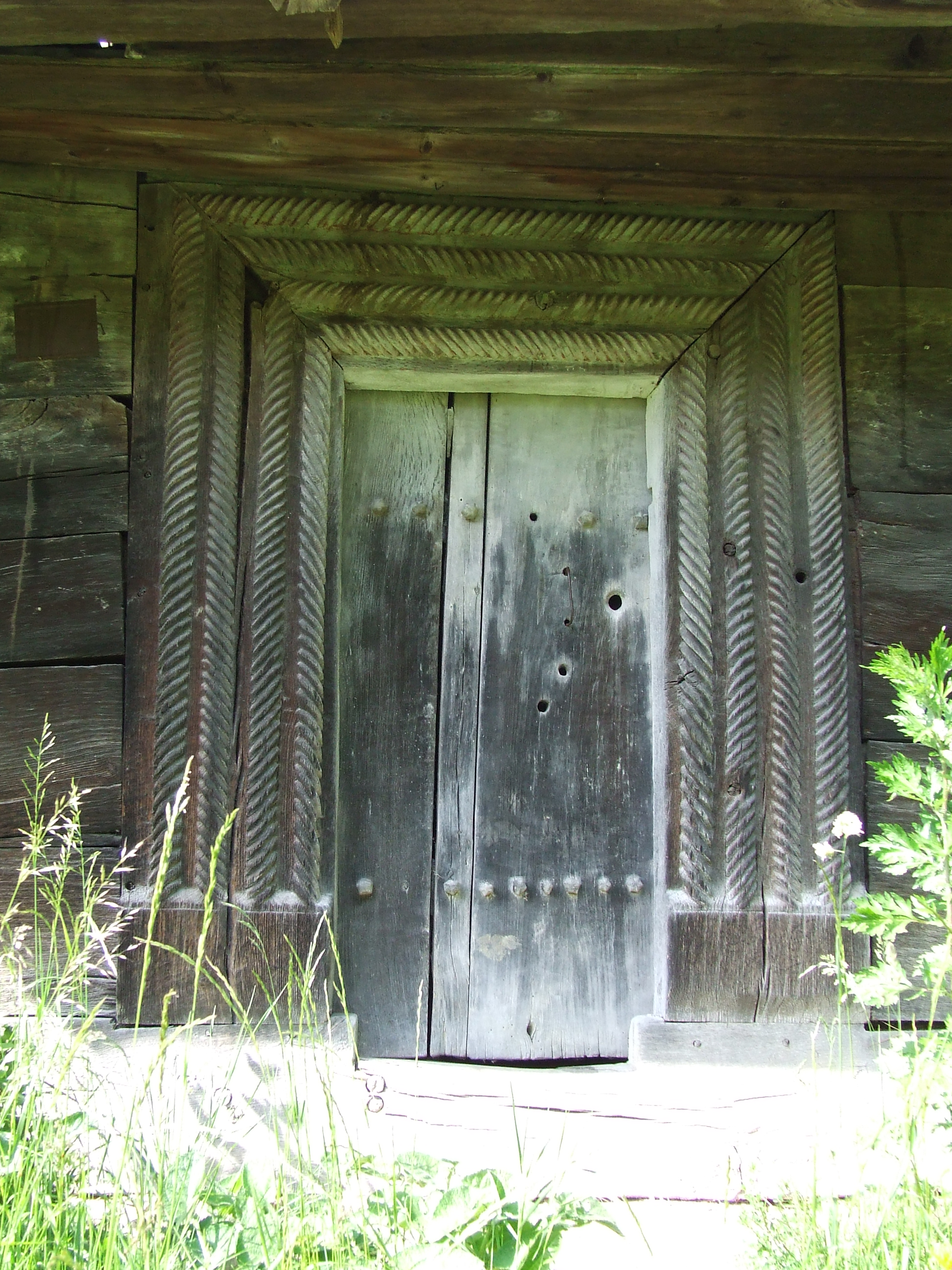
Portalul intrării
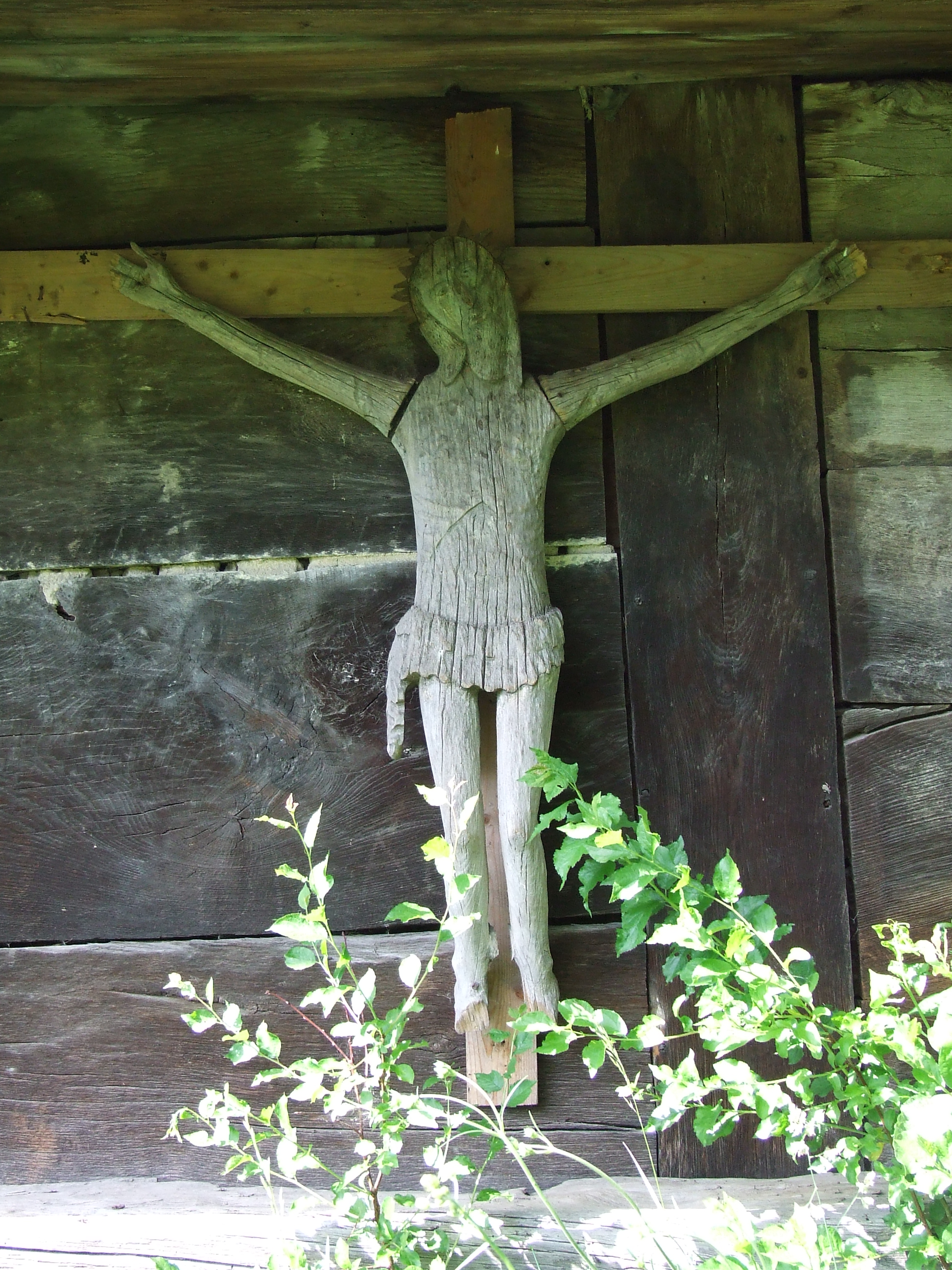
Isus Cristos
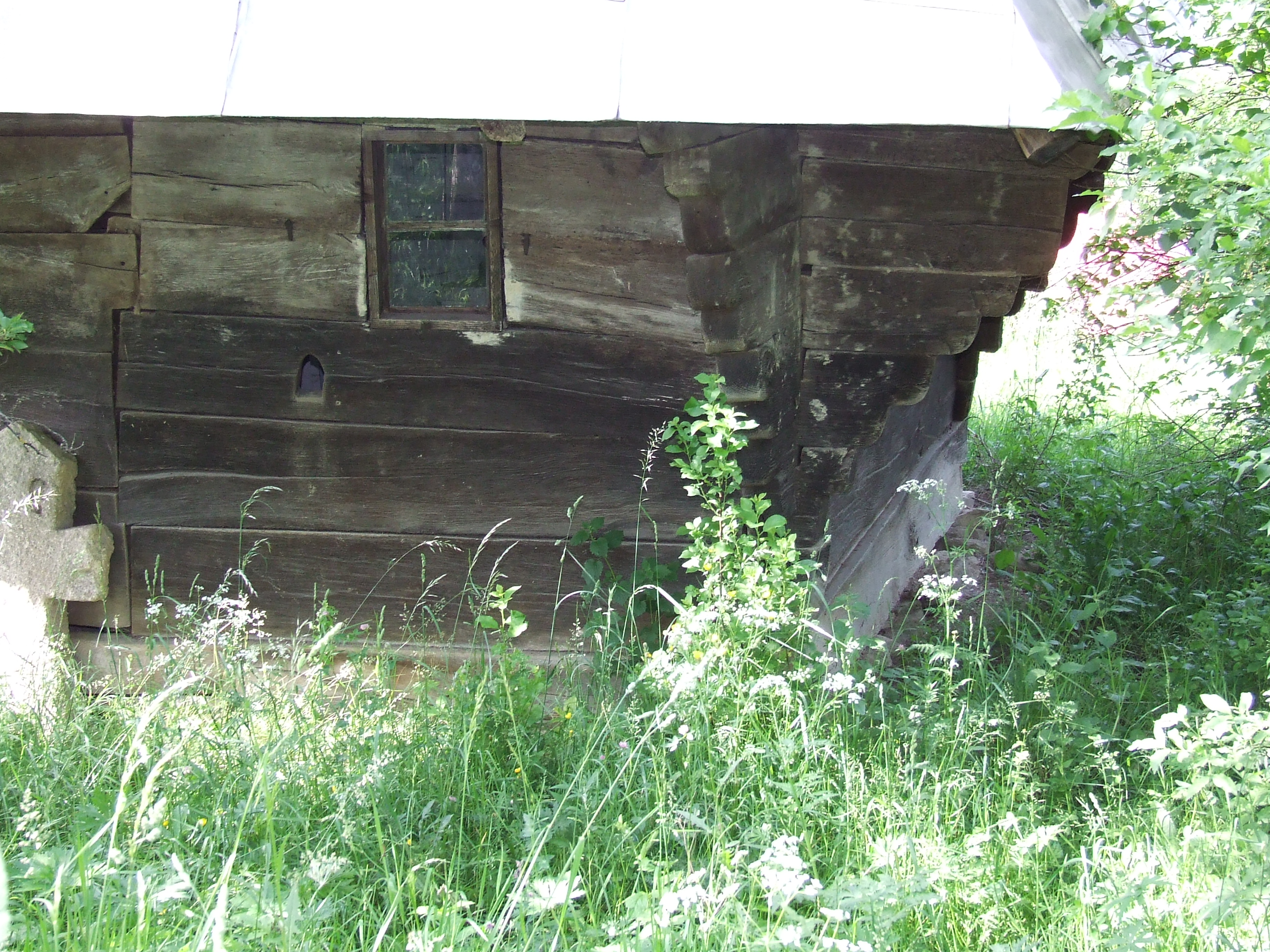
Absida altarului. Vedere sudică
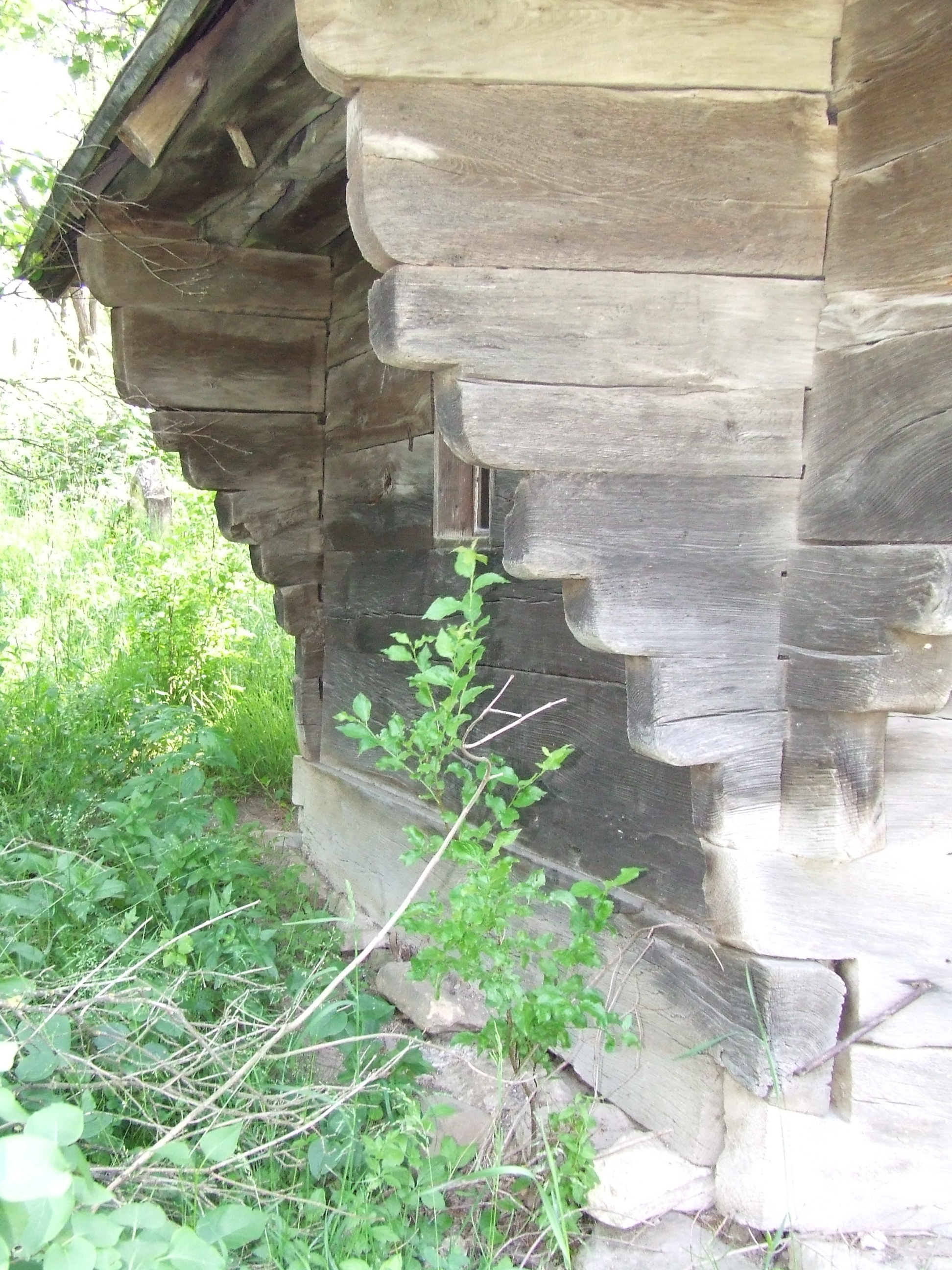
Îmbinări la absida altarului
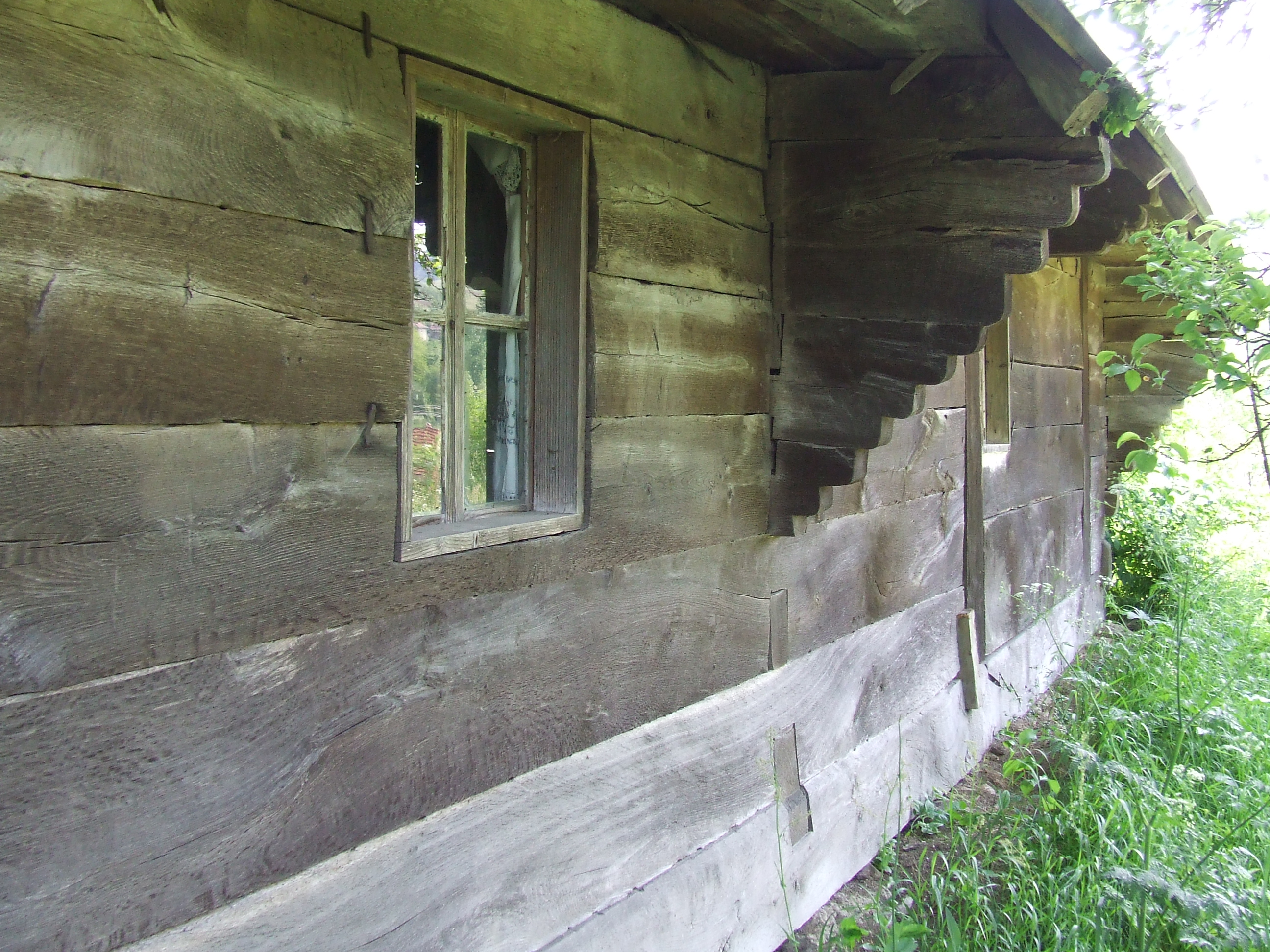
Latura nordică a bisericii
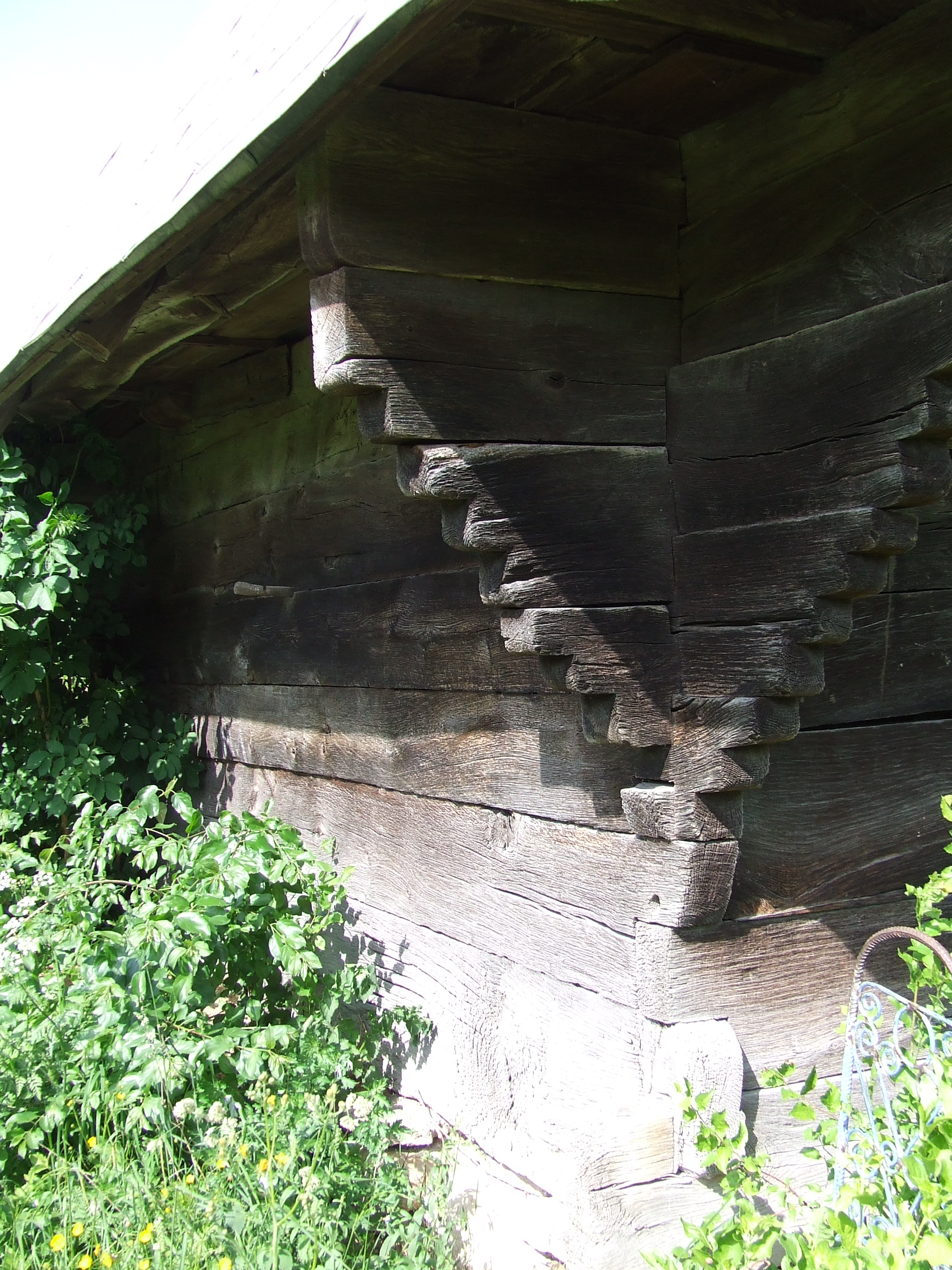
Colţul de sud-vest
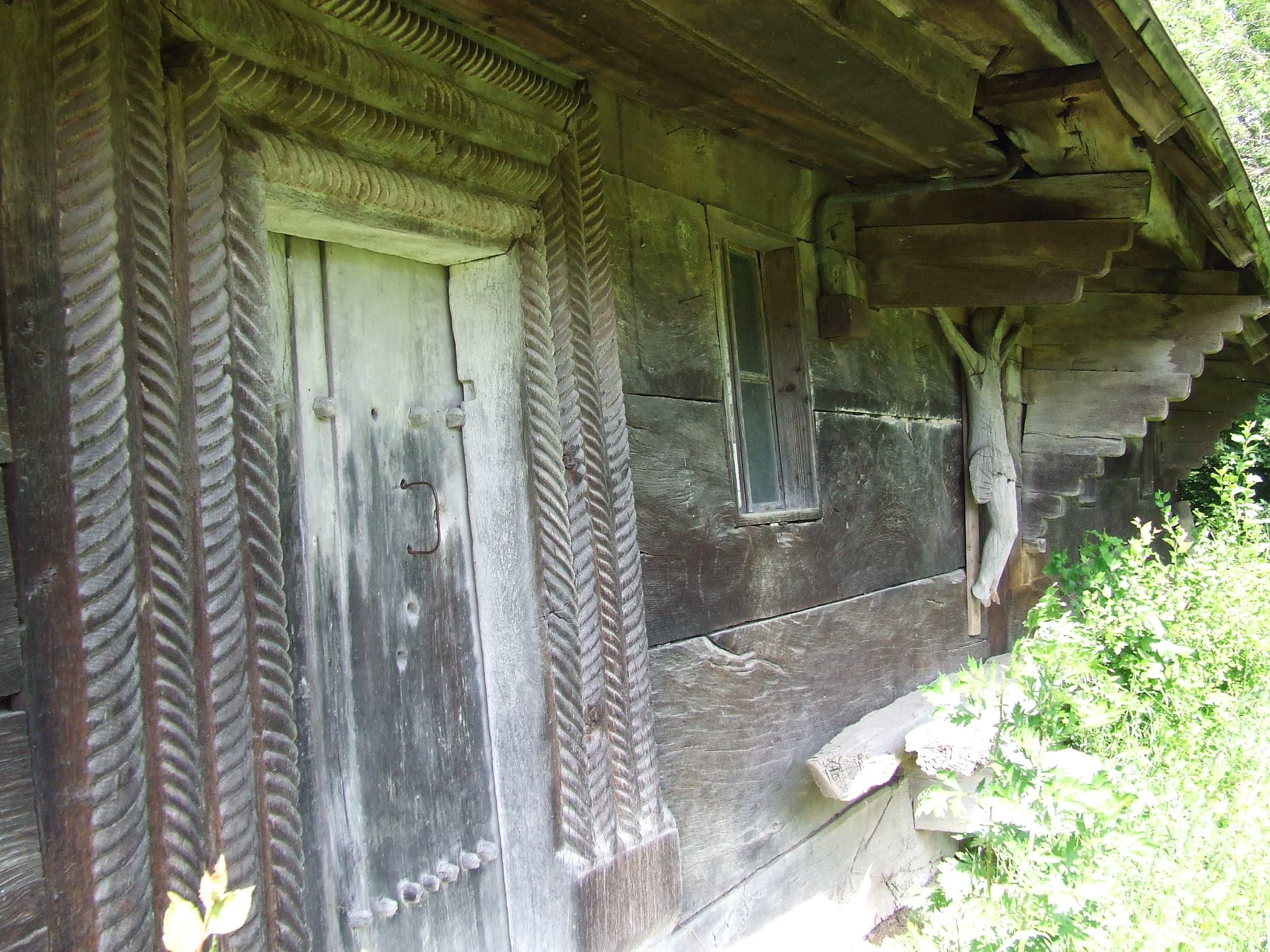
Latura de sud a bisericii
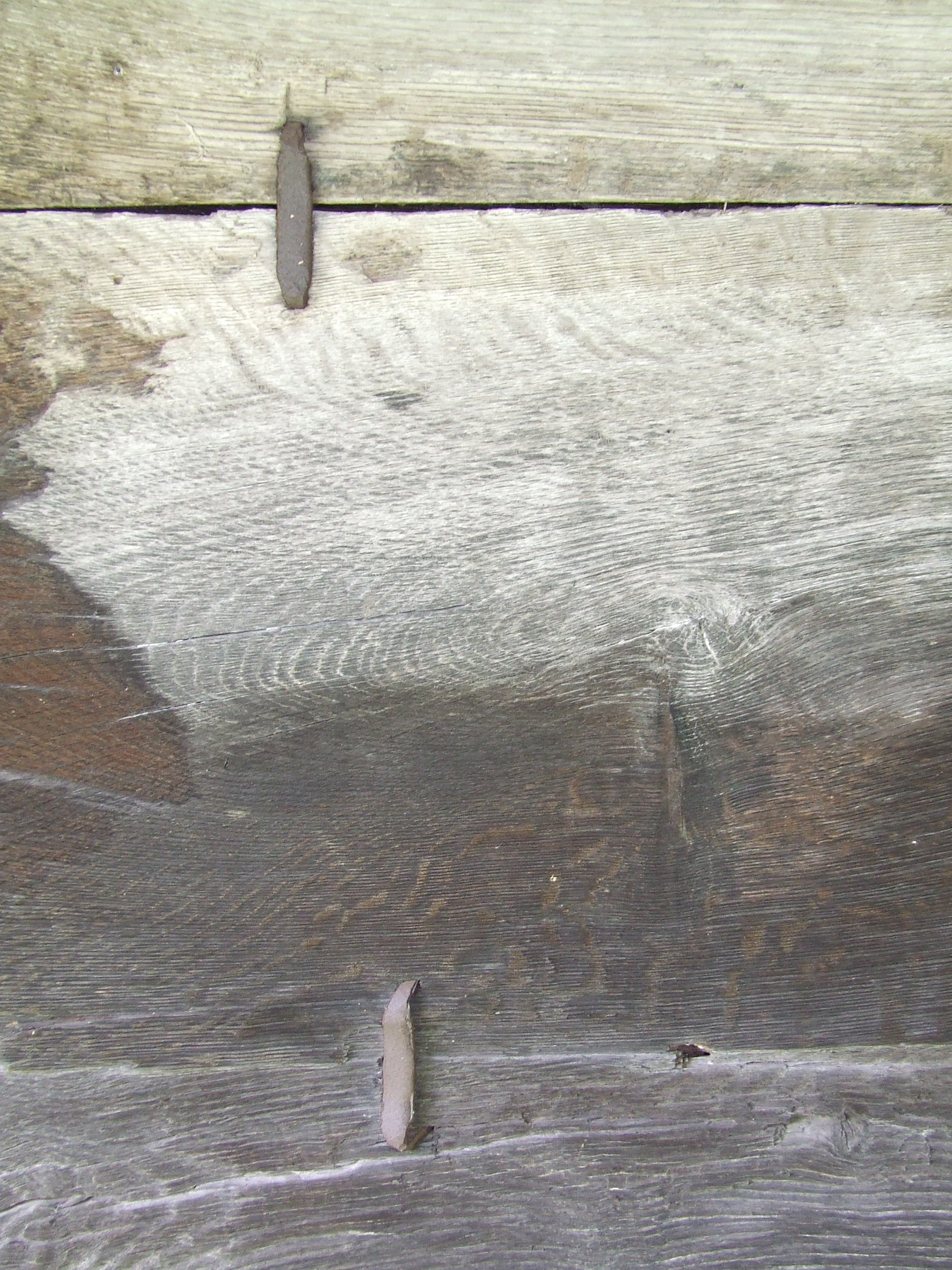
Bârne „legate” cu cuie din fier
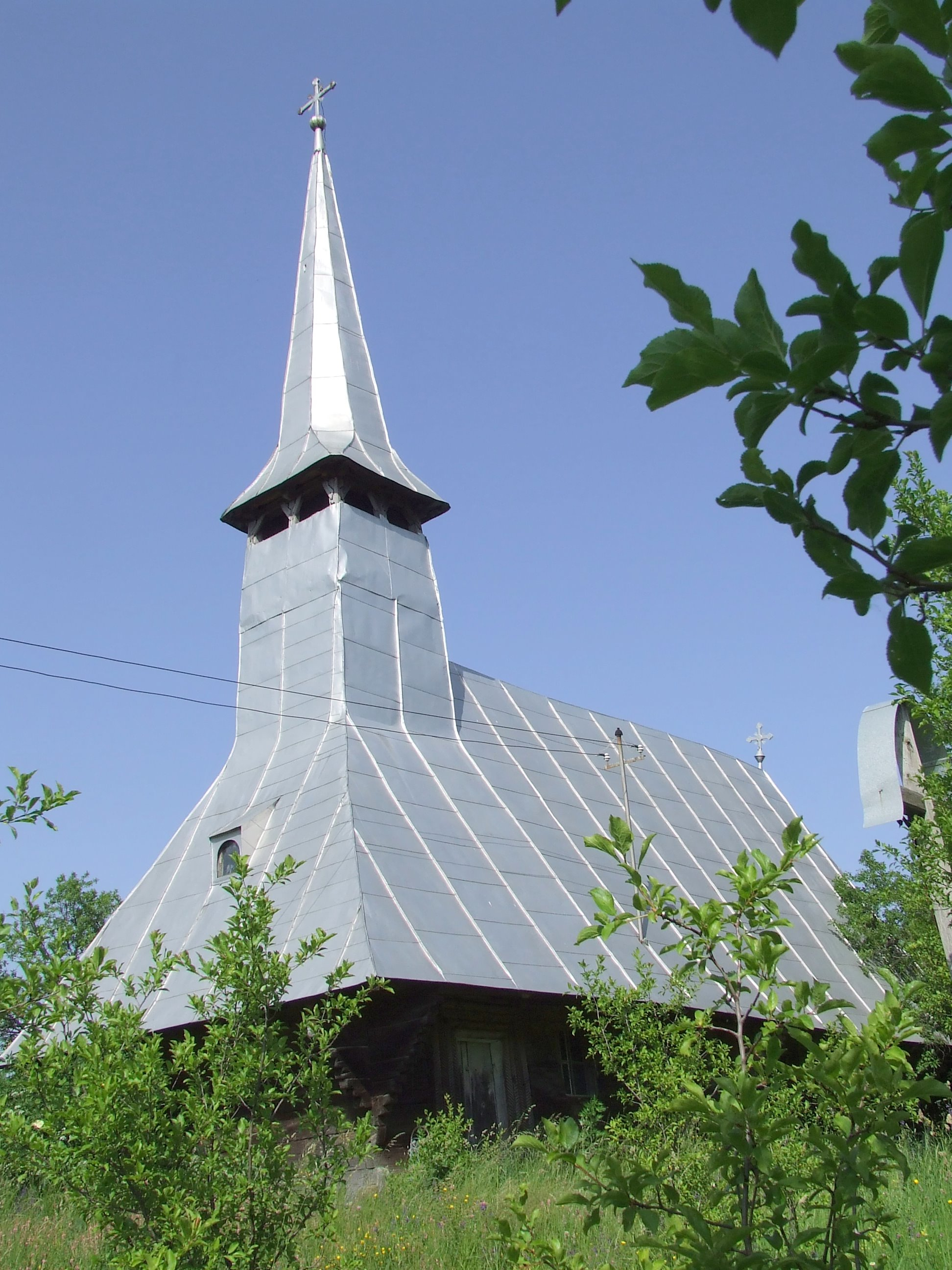
Vedere de ansamblu
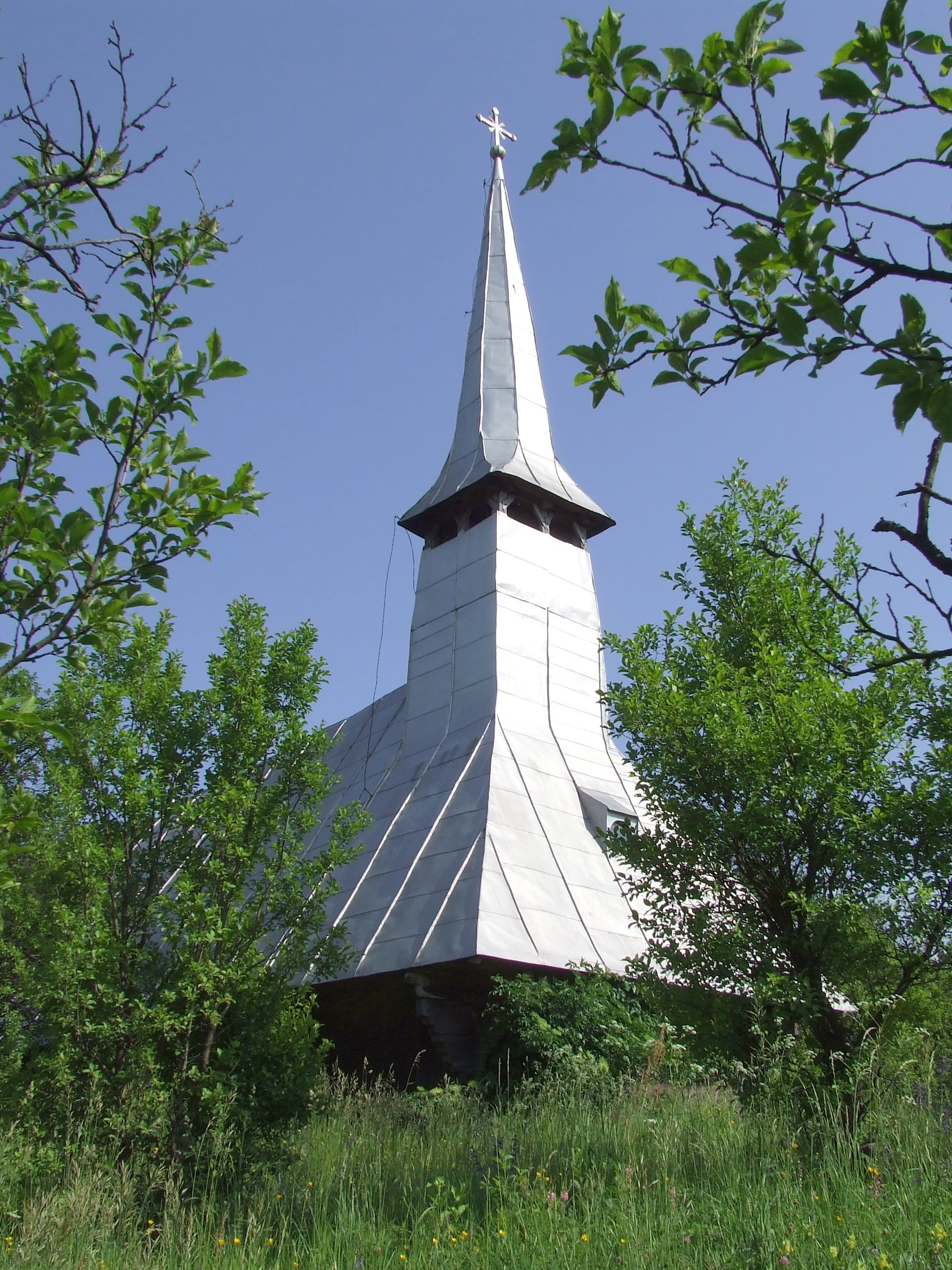
Vedere de ansamblu